# Econuri
Econuri — перше прогулянкове судно з двигуном, розрахованим на використання зрідженого природного газу (та перше судно в Азії на такому паливі).
Споруджене у 2013 році на верфі компанії Samsung на замовлення адміністрації порту Інчхон. Має змогу забезпечити умови для 53 пасажирів, виконуючи рейси зі швидкістю 15 вузлів (максимальна до 28 вузлів). Запас плавання — до 470 морських миль. Станом на середину 2017 року здійснило біля 400 рейсів.
Енергетична установка включає двигун Wartsila 9L20DF, призначений для роботи як на традиційних нафтопродуктах, так і на ЗПГ. В останньому випадку істотно зменшуються викиди шкідливих речовин — сполук сірки та оксидів азоту більш ніж на 90 %, діоксиду вуглецю на 23 %.